# Synopeas tarsa
Synopeas tarsa är en stekelart som först beskrevs av Walker 1836.  Synopeas tarsa ingår i släktet Synopeas och familjen gallmyggesteklar. Inga underarter finns listade i Catalogue of Life.